# Basatanya
Basatanya ist eine kleine Siedlung, die zur ungarischen Gemeinde Folyás gehört, die im Kreis Hajdúnánás im Komitat Hajdú-Bihar liegt.

## Geografische Lage
Basatanya liegt knapp vier Kilometer nordwestlich der Gemeinde Folyás, gut fünf Kilometer südwestlich der Stadt Polgár, an dem Fluss Király-ér. Ungefähr drei Kilometer westlich der Siedlung fließt die Theiß.

## Bekanntheit
Der Ort erreichte vor allem durch den Fund eines Gräberfeldes der Tiszapolgár-Kultur Berühmtheit und wird in dem Zusammenhang häufig als Tiszapolgár-Basatanya bezeichnet.